# Белмонт (окръг, Охайо)
Окръг Белмонт (на английски: Belmont County) е окръг в щата Охайо, Съединени американски щати. Площта му е 1401 km², а населението - 70 226 души (2000). Административен център е град Сейнт Клеърсвил.